# Sharp MZ

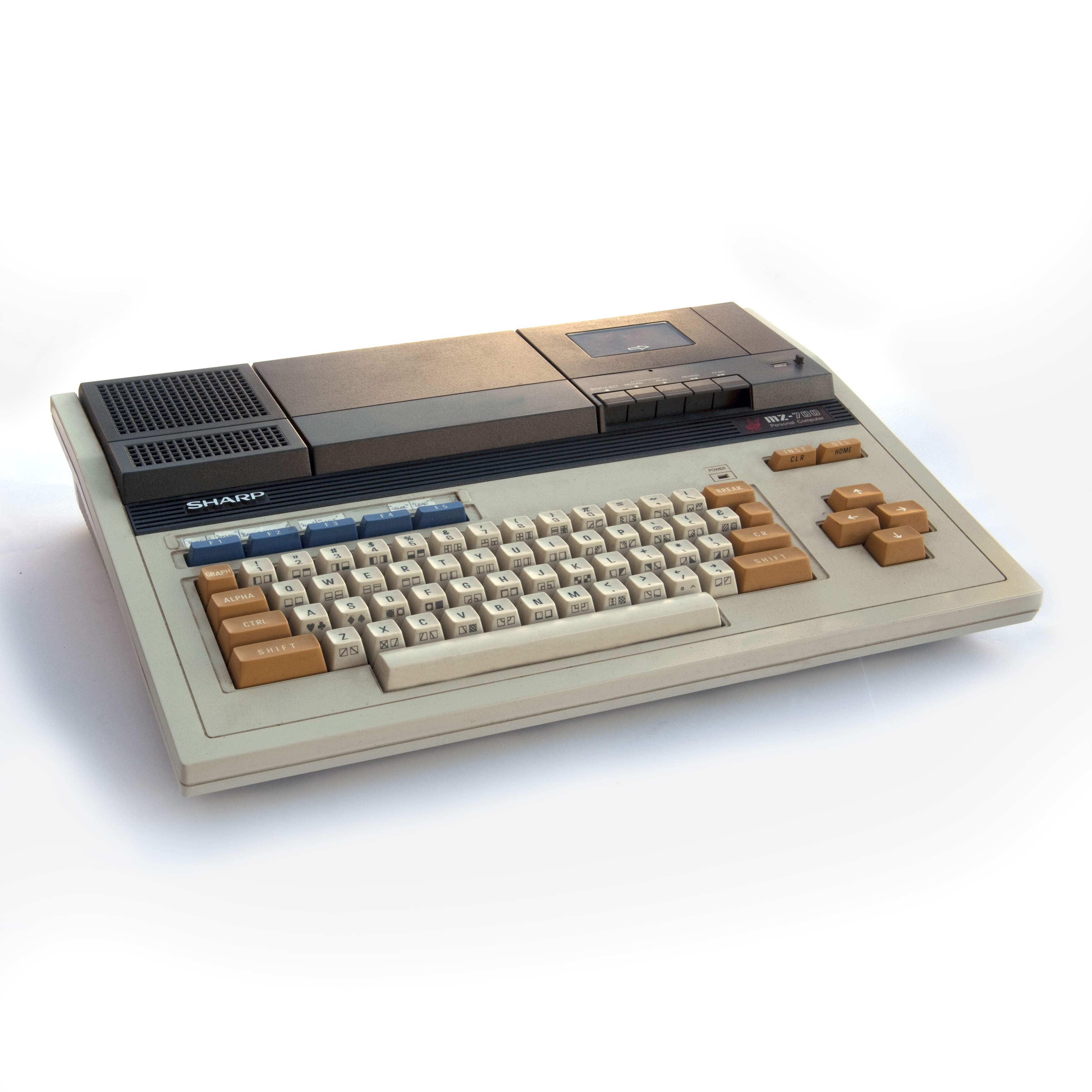
Sharp MZ-700

Lo Sharp MZ è una serie di personal computer venduti in Giappone e in Europa (in particolare Germania e Gran Bretagna) dalla Sharp a partire dal 1978.
La linea fu attiva fino alla metà degli anni '80 e alcuni modelli ebbero un certo successo, soprattutto in Europa.

## Storia
Il primo modello di Sharp MZ è l'MZ-40K e non è propriamente un personal computer, ma poco più di un giocattolo. Si tratta di un computer a scheda singola basato sul microprocessore Fujitsu MB8843 a 4 bit, con 64 byte di RAM (espandibile esternamente a 256 byte) e una ROM contenente alcuni semplici programmi che lo rendono una specie di tastiera musicale. È dotato di una tastiera esadecimale, com'era tipico di molti sistemi educativi, quattro display a sette segmenti LED, un altoparlante e una serie di porte con innesto a vite. I programmi in ROM hanno principalmente funzioni di orologio, timer e composizione di musiche tramite i tasti o tramite interruttori collegati alle porte. Erano disponibili anche i giochi, sebbene resi complicati dalla limitata interfaccia.
Inizialmente l'MZ-40K fu distribuito in kit di montaggio, in Giappone e in Germania, all'inizio del 1978.
Nello stesso periodo Sharp commercializzò anche l'SM-B-80T, una scheda basata su microprocessore Zilog Z80, molto probabilmente con bus S-100, e l'SM-B-80TE, molto più simile al coevo TK-80 della NEC. Erano sistemi didattici più interessanti e con migliori possibilità di sviluppo rispetto al limitato MZ-40K.

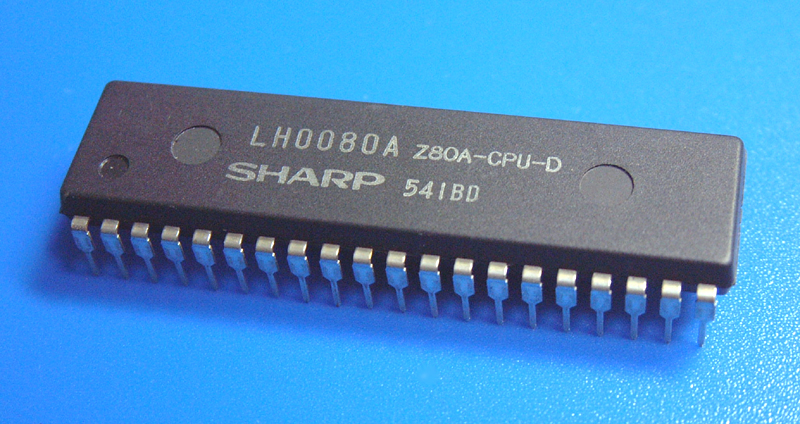
CPU Sharp LH0080A (compatibile Z80A)

Nel 1978 uscì in Giappone l'MZ-80K, inizialmente in scatola di montaggio. Stavolta si trattava di un vero personal computer, con microprocessore Sharp LH0080 a 2 MHz, una variante dello Z80 prodotta su licenza. Ha caratteristiche molto simili, al limite del clone, del coevo Commodore PET 2001; è costituito da un blocco unico di quasi 13 kg di peso, che integra monitor monocromatico da 10", registratore a cassette, case metallico e una tastiera ben poco ergonomica. Le prime versioni hanno 20 kB di RAM, poi si affermò la configurazione con 48 kB. Una piccola ROM da 4 kB (detta IPL, "initial program leader") contiene il monitor in linguaggio macchina e le funzioni di caricamento da cassetta o da floppy.
Nell'MZ-80K era atipica l'assenza del BASIC in ROM, ma come software esterno erano disponibili molti linguaggi di programmazione, in particolare le versioni Sharp del BASIC. Tipicamente era diffuso il BASIC Sharp SP-5025 prodotto dalla Hudson Soft, simile allo standard Microsoft BASIC, attrezzato con comandi per grafica e suono.
Era strana anche la scelta di utilizzare un monitor monocromatico, probabilmente derivato dal settore della videosorveglianza, incassato in modo tale che per regolare luminosità e contrasto bisognava aprire il telaio; lo stesso per regolare la testina del registratore.

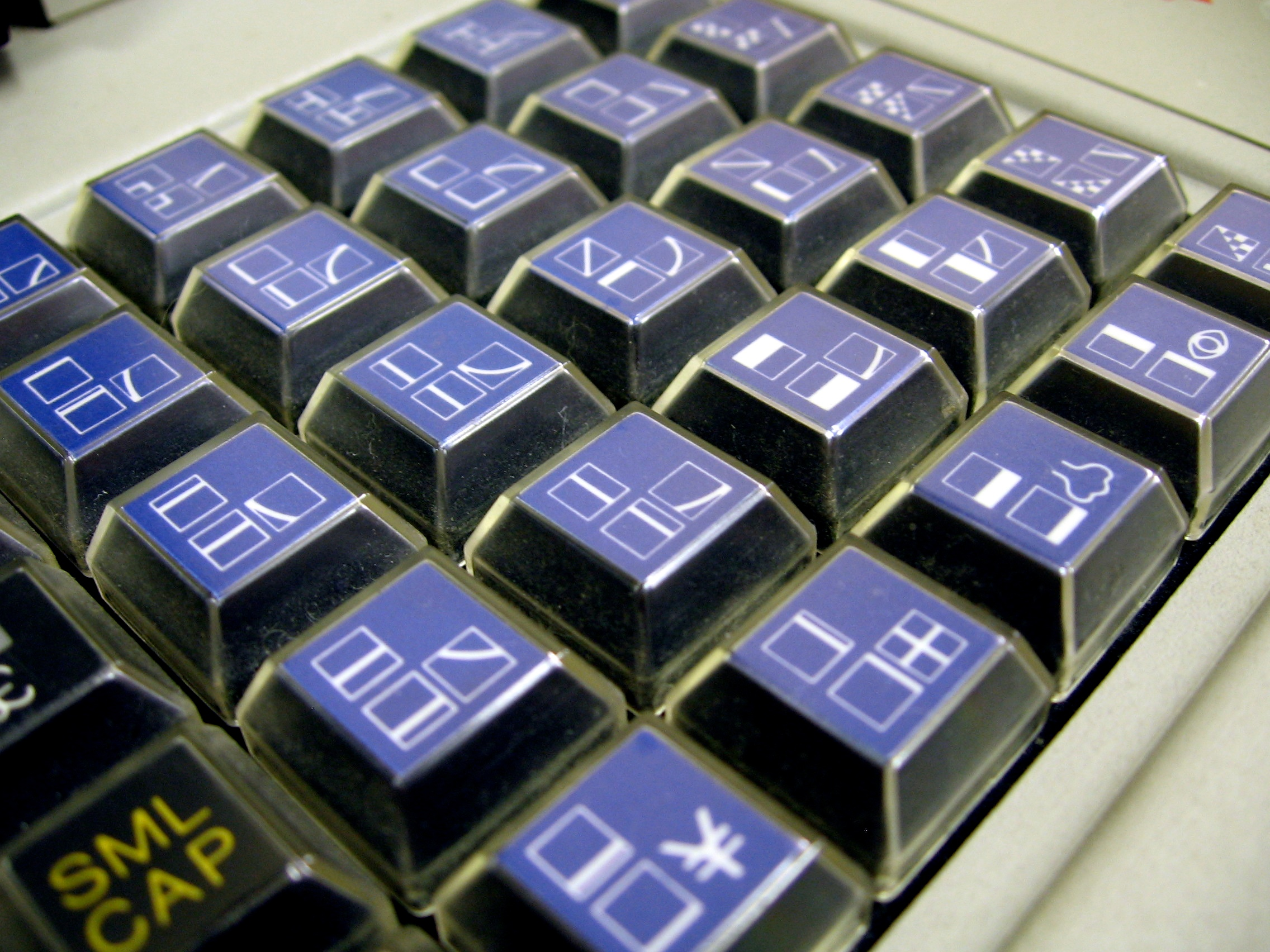
Particolare della tastiera dell'MZ-80K: il tastierino dei caratteri semigrafici

La grafica era ancora limitata, monocromatica e basata su testo a 40x25 caratteri di 8x8 pixel non ridefinibili, inclusi i caratteri semigrafici, oppure su grafica libera a risoluzione di 80x50 pixel (ogni spazio per un carattere viene diviso in 2x2 pixel grandi). Anche il tipo di caratteri è praticamente identico al PETSCII del Commodore, e i videogiochi sviluppati all'epoca erano molto simili a quelli del PET 2001.
Gli effetti audio erano invece relativamente notevoli, grazie a un oscillatore monofonico a tre ottave,  uno dei due generatori di un Intel 8253.
A partire dall'MZ-80K fu adottata come logo della serie MZ la nave Argo della mitologia greca.
Il prezzo di lancio dell'MZ-80K non era economico, ma superiore alle 500 sterline britanniche, o circa 1 500 000 lire + IVA in Italia. Espandere il sistema era costoso: serve l'unità I/O, uno scatolotto esterno necessario per collegare le periferiche, per supportare i lettori di floppy.
In Italia nel 1980 l'unità I/O costava 500 000 lire e ogni lettore 2 500 000 lire più IVA, per cui un sistema ben attrezzato a due lettori arrivava a circa 5 700 000 lire.
Nonostante il prezzo, l'MZ-80K fu un successo: la stima più accreditata è di circa 100 000 unità vendute. Esiste una comunità di utenti ancora attiva negli anni 2020, in particolare nel Regno Unito.
MZ-40K e MZ-80K furono progettati dalla "Divisione componenti" del "Gruppo componenti elettronici" della Sharp. Nel 1980 la "Divisione calcolatori elettronici" del "Gruppo apparati industriali" introdusse il personal computer Sharp 3101, orientato al mercato professionale, creando una sorta di conflitto interno con la serie MZ. Tale conflitto fu risolto con la fondazione nel 1981 della "Divisione personal computer" (1981) che si sarebbe occupata di entrambe le serie.

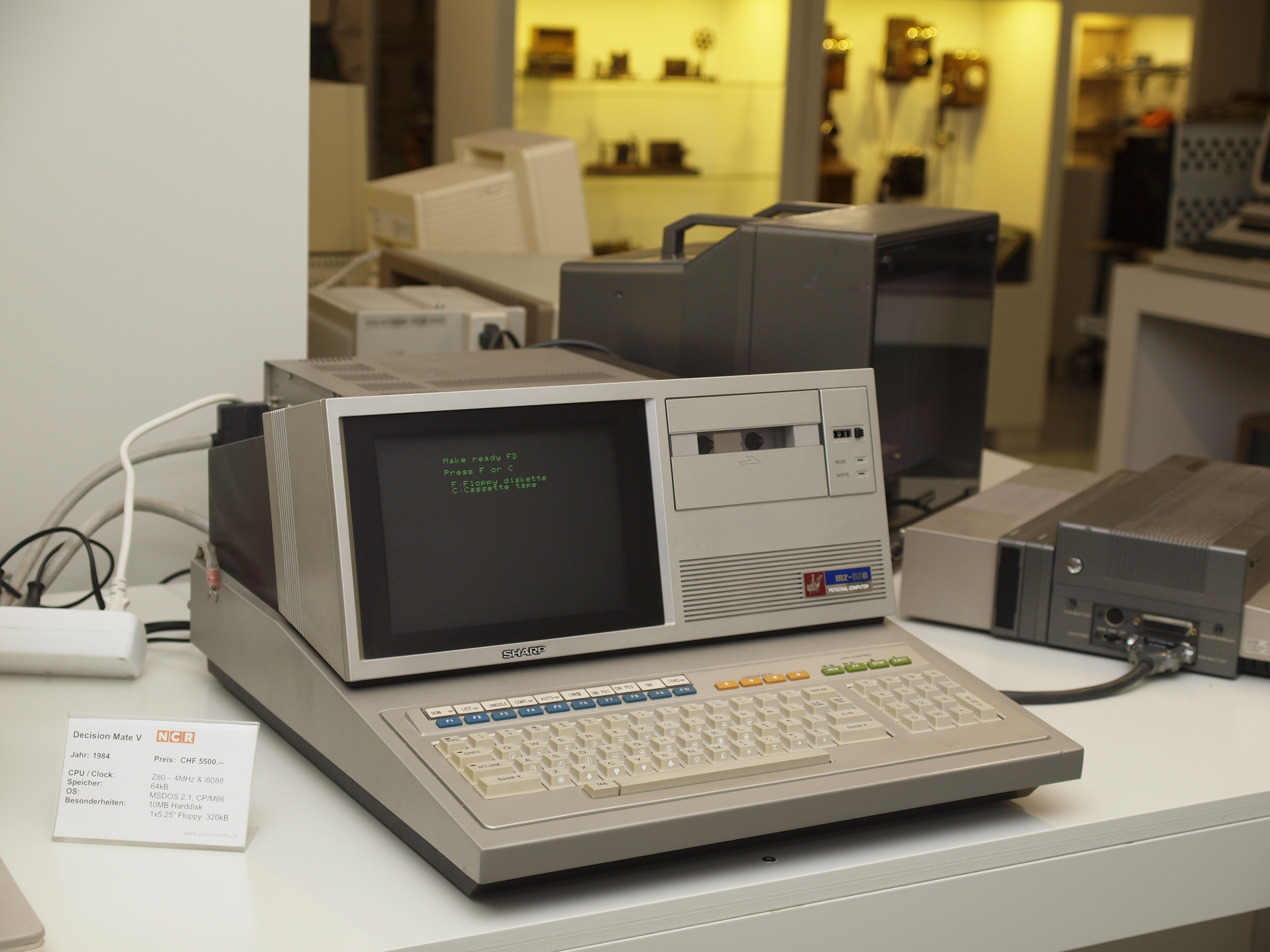
Un'MZ-80B acceso, esposto in un museo

Nel 1981, dopo i buoni risultati in Giappone e in Europa, la Sharp puntò molto sulla linea MZ, lanciando un modello orientato al mercato professionale, l'MZ-80B, che apportò numerose migliorie.
È dotato di buona tastiera, un case in parte di plastica e in parte di metallo, slot di espansione, un  monitor grafico integrato da 9" a fosfori verdi che consente risoluzione 320x200 pixel, registratore a cassette integrato molto avanzato e controllato da software, porte IEEE 488 e RS-232.
La velocità del processore Z80 fu raddoppiata a 4 MHz e la RAM portata a 64 kB. Sono supportate le modalità testo a 40 e 80 colonne e il sistema operativo CP/M da floppy. Questi ultimi richiedono ancora la scatola I/O esterna. Il prezzo di un sistema completo con due lettori e massima RAM poteva superare le 8 500 000 lire.
Il successo dell'MZ-80B fu più limitato rispetto all'MZ-80K. Riuscì comunque ad avere un suo periodo favorevole nel settore professionale, dove la concorrenza cominciava a farsi piuttosto numerosa.
Sempre nel 1981 nella fascia bassa fu presentato anche lo Sharp MZ-80A, versione riveduta del precedente MZ-80K. L'aspetto restava molto simile, ma la tastiera è normalizzata e si aggiunge una porta parallela Centronics. Il monitor è da 9" a fosfori verdi, come per l'MZ-80B, ma le capacità grafiche restano le stesse dell'MZ-80K, con appena 80x50 pixel.
Sia la versione europea dell'MZ80-A, sia la versione giapponese chiamata MZ-1200, ebbero modesto successo.
Nel 1982 fu prodotto un vero e proprio home computer con il modello MZ-700, che arrivò in Europa solo nel 1983. Ha un telaio più compatto e robusto, con una tastiera completa, ed è sempre basato sullo Z80, ma a 3,5 MHz. La grafica è a colori, per la prima volta nella serie, e anche l'audio è migliorato. Tuttavia, sebbene con 8+8 colori, la risoluzione grafica rimase limitata a 80x50 pixel. Il BASIC è ancora caricato da cassetta e il registratore è incorporato in due delle tre versioni disponibili. Nella variante MZ-731, la più avanzata e più costosa (circa 1 150 000 lire), è incorporato anche un piccolo plotter a 4 penne.
Nonostante la concorrenza di molti home computer graficamente più capaci, anche l'MZ-700 ebbe il suo momento di gloria, in particolare nel 1983 quando un sondaggio della rivista britannica Personal Computer News lo mise al decimo posto su 20 computer, superando Apple II e Atari 800.
La linea MZ offrì diversi altri modelli, soprattutto nella fascia professionale, come l'MZ-2000 per il mercato giapponese, evoluzione dell'MZ-80B con miglioramenti nella grafica, e l'MZ-2500 detto anche SuperMZ. Come successore dell'MZ-700 uscì l'MZ-800, che aumentò finalmente la risoluzione grafica e introdusse i Quick Disk come memoria di massa (simile allo ZX Microdrive, 64 kB per lato). Molti altri modelli furono perlopiù limitati al solo mercato giapponese.
Alla fine del 1982 la "Divisione sistemi TV" della Sharp lanciò lo Sharp X1, un ulteriore computer basato su Z80, ma più dotato dal punto di vista multimediale, con una risoluzione grafica rispettabile e un sintonizzatore TV integrato, che finì per soppiantare l'MZ nel settore home computer.
Con l'arrivo degli home computer a 16 bit il successore di MZ e X1 fu la serie Sharp X68000.

## Linee di prodotti
Le serie MZ sono divise in diverse linee, tra cui la serie solo testo MZ-80K, la serie grafica MZ-80B e le serie MZ-3500/5500, basata su un'architettura completamente differente.

### Il gruppo MZ-80K

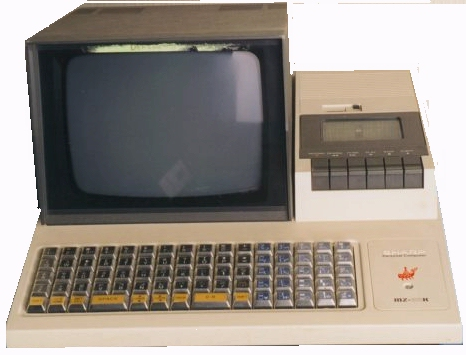
Sharp MZ80K

Lo Sharp MZ80K era uno dei primi popolari microcomputer per il mercato consumer, con un'architettura basata sul microprocessore a 8-bit Zilog Z80. Fu introdotto in Europa nel 1979. La macchina ha 48kB di RAM, 32kB delle quali disponibili per i programmi dell'utente (la reale disponibilità dipende dalla configurazione di memoria e dai linguaggi di sistema in uso). Può eseguire una varietà di linguaggi ad alto livello tra cui BASIC, Pascal e FORTRAN, che devono essere caricati da cassetta prima di poter intraprendere qualsiasi programmazione (non ha quindi il BASIC già residente in ROM all'accensione, contrariamente a molti home computer del periodo). Può anche essere direttamente programmata in assembly o codice macchina. La macchina ha un display monocromatico integrato e un lettore di cassette a nastro. Il display, la tastiera e il drive per le cassette, se sollevati attraverso una cerniera, permettono di esporre la scheda madre e la circuiteria sottostante. La capacità grafica era primitiva, con solo delle forme e icone prestabilite e senza capacità hi-res native, e la tastiera non è standard. Era disponibile un'ampia gamma di software, tra cui alcuni giochi arcade giapponesi. Fu rimpiazzato nel 1982 dalla macchina MZ-80A.
- Serie MZ-80K
  - MZ-80K (1978) - Kit tutto in uno con tastiera. CPU Sharp LH-0080 (compatibile Zilog Z80 A).
  - MZ-80C - Si distingue per una tastiera migliorata e 48kB di memoria.
  - MZ-80K2 - Versione preassemblata dell'80K.
  - MZ-80K2E - Versione a basso costo dell'80K2.
  - MZ-80A (1982)/MZ-1200 - Versione migliorata dell'80K con tastiera migliorata, maggior V-RAM e VDU a schermo verde. CPU Zilog Z80
- Serie MZ-700 (sono macchine MZ-80K con grafica a colori). Poco rivolta al videogioco, era indicata per lo studio e altri impieghi familiari[9].
  - MZ-700 (1982) - La prima serie MZ senza un monitor integrato. Più o meno completamente compatibile con l'MZ-80K. Il modello base è MZ-711; potevano essere installati opzionalmente nella macchina un registratore a cassette (modello MZ-721) e un piccolo plotter a quattro colori (modello MZ-731 con registratore e plotter). Un quarto modello del 1985 è l'MZ-780, che praticamente è un 731 con l'aggiunta di scheda 80 colonne, lettore floppy, porta Centronics, sistema operativo CP/M.[10][9]
  - MZ-800 (1985) - La prima MZ con la modalità grafica a 320x200 o 640x200 pixel. MZ-811 è il modello base, MZ-821 ha il registratore di cassette integrato (sostituibile con lettore di Quick Disk) e MZ-831 ha registratore e stampante a 4 colori integrati. Non disponibile in Giappone, dove fu venduto nella versione MZ-1500.[11]
  - MZ-1500 (1984) - Versione giapponese del MZ-800. La gestione della grafica è leggermente diversa e il registratore a nastro è rimpiazzato con un drive per floppy disk che può leggere Quick Disk da 2,8 pollici.[11]

### Il gruppo MZ-80B

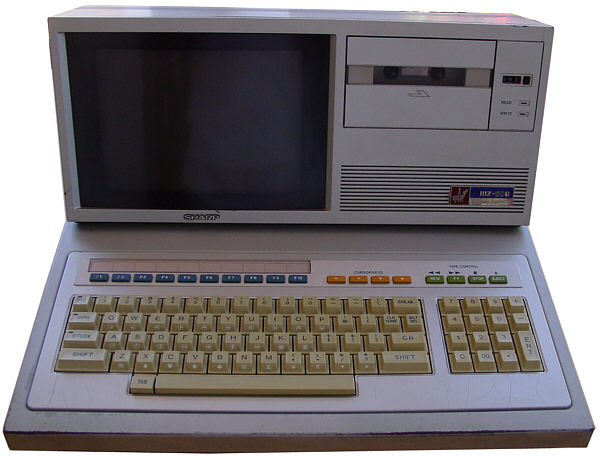
Sharp MZ80B

Questa diramazione della linea MZ-80K venne pubblicizzata primariamente per un uso di tipo business.
- Serie MZ-80B
  - MZ-80B (1981) - Grafica a 320x200-pixel. (VRAM extra opzionale). CPU LH0080A (compatibile Z80A)
  - MZ-80B2 - Un 80B con installata la VRAM extra. Venduto contemporaneamente all'MZ-2000 per la maggior parte della sua vita commerciale.
  - MZ-2000 (1982) - 640x200-pixel monitor monocromatico built-in; colore opzionale. Compatibile a livello di BASIC con l'MZ-80B.
  - MZ-2200 (1983) - L'unico senza monitor, unità stand-alone nella serie.
- Serie MZ-2500 (SuperMZ) - Lanciato nel 1985, i computer in queste serie usavano tutti un processore Z80B a 6 MHz. Essi includevano un data recorder e almeno un floppy disk drive da 3.5 interno, un chip di sintesi sonora a modulazione di frequenza YM2203, hardware per lo scrolling e una tavolozza di 256 colori (upgradable a 4096). Questo le posiziona tra le macchine ad 8-bit più potenti mai distribuite per un uso casalingo. Alcuni modelli erano anche compatibili con l'MZ-80B e l'MZ-2000.
  - MZ-2511
  - MZ-2520 - Come il 2511 senza il data recorder e i modi di compatibilità con gli MZ-80B/2000.
  - MZ-2521
  - MZ-2531(MZ-2500V2) (1986)
- Serie MZ-2800
  - MZ-2861 (1987) - Una macchina ibrida a 16-bit basata sull'Intel 80286 e uno Z80 per avere compatibilità con l'MZ-2500. Poteva eseguire MS-DOS in modalità a 16-bit, tanto quanto l'emulatore PC98.

### Il gruppo MZ-3500/5500/6500
Una linea di PC aziendali infilata nella serie MZ, ma tecnicamente piuttosto diversi. Tutti loro avevano un drive per floppy disk da 5,25 pollici.
- MZ-3500 (1982) - Funziona con due processori Z80A.
- Serie MZ-5500 (1983) - Macchina basata su MS-DOS funzionante con un processore Intel 8086.
- Serie MZ-6500 (1984) - Una versione ad alta velocità dell'MZ-5500 pubblicizzato come workstation per CAD.
  - MZ-6500
  - MZ-6550 - Macchina montata verticalmente con un processore 80286 e un floppy drive da 3.5 pollici.

### Altro
- Serie MZ-8000 - Una linea di macchine PC/AT-compatibili che si basano su processori 80286 e 80386.